# Batalla de Harrán
La batalla de Harrán se libró a dos días de marcha de Harrán, en la llanura frente a Al Raqa, el 7 de mayo de 1104, entre los cruzados del Principado de Antioquía y del Condado de Edesa y los turcos selyúcidas. Fue la primera gran batalla de los Estados cruzados, recién establecidos en la Primera Cruzada, y la derrota de los latinos representó un revés para su expansión en el Levante. Las consecuencias fueron desastrosas para Antioquía: el resultado del choque permitió a los musulmanes y bizantinos la reconquista de varios de sus territorios.

## Antecedentes
Con la Primera Cruzada, se establecieron los Estados cruzados de Edesa, Antioquía, Jerusalén y Trípoli en el Levante. En 1104, los cruzados estaban firmemente asentados en Tierra Santa y ni la muerte ni la captura de los principales jefes cruzados pudieron impedir su expansión. Si en los emiratos musulmanes estos acontecimientos generalmente suscitaban disputas por la sucesión, en los territorios latinos se escogía un sucesor o regente automáticamente cuando acontecía la muerte o prisión de su gobernante.

Mapa político del Oriente Próximo en 1102, inmediatamente después de la Primera Cruzada.

En 1103 los selyúcidas estaban sumidos en la guerra civil entre el sultán Barkyaruq y su hermano Muhammad, que pretendía obtener un feudo para sí y dividir el sultanato, ambición atizada por su tío Sanjar, que gracias al conflicto fraterno se mantenía independiente. En enero de 1104, Barkyaruq aceptó el reparto del territorio para evitar la ruina del sultanato, y cedió la región de Mosul, Al-Jazira y la soberanía nominal de Siria a su hermano. Sin embargo, Muhammad fue incapaz de imponerse a los levantiscos emires de las ciudades-Estado sirias.
Aprovechando este desorden, en 1104 el conde Balduino II de Edesa decidió apoderarse de la ciudad de Harrán. Si la conquistaba, esta plaza le franquearía el acceso a la región de Mosul y se abriría una ruta hasta Bagdad para los cruzados. Con tropas insuficientes para tomar Harrán, Balduino solicitó la ayuda de su vasallo Joscelino de Courtenay, señor de Turbessel, la del príncipe Bohemundo I de Antioquía, recién rescatado a los danisméndidas, y la del regente de este, Tancredo de Galilea.
La inestable situación de Harrán y en su región era propicia a los planes de los latinos: la ciudad había sido gobernada por Qaraja, un turco que se había hecho impopular y por ello había sido asesinado por uno de sus lugartenientes, Muhammad de Isfahán. Pero, tras tomar el poder, también este fue asesinado por Jâwali Saqâwâ, fiel al fallecido Qaraja. Al mismo tiempo, el atabeg Jekermish de Mosul estaba enzarzado en un conflicto con otro señor musulmán, Il Ghazi ibn Ortoq.

## Cerco de Harrán

Periodo de expansión del Condado de Edesa y ubicación del campo de batalla de 1104.

Bohemundo y Tancredo marcharon de Antioquía hacia Edesa con tres mil jinetes y siete mil soldados de infantería; Balduino y Joscelino comandaban a sus caballeros francos y a las milicias de Edesa; el patriarca de Antioquía Bernardo de Valencia,  el patriarca de Jerusalén Dagoberto de Pisa y el arzobispo Benito de Edesa acompañaban a las huestes.
Cuando los latinos llegaron a los alrededores de Harrán en la primavera, la ciudad tenía pocas reservas de víveres debido a la inestabilidad política reciente. Los sitiadores decidieron así que un bloqueo bastaría para forzar la rendición de la ciudad, por lo que no construyeron manganas para batir las fortificaciones, lo que a la larga hizo fracasar el sitio. A principios de mayo, Harrán estaba dispuesta a capitular, pero debido a un desacuerdo entre Balduino y Bohemundo sobre cuál sería el primer estandarte que se izaría sobre las murallas, los cristianos decidieron dejar la toma de la ciudad para el día siguiente.
Ante esta amenaza, los selyúcidas de Mosul, encabezados por el atabeg Jikirmish, y las fuerzas de Mardin, que mandaba Sokman, hermano de Il Ghazi ibn Ortoq, se reconciliaron y decidieron acometer a los latinos. Se reunieron junto al río Kabul, probablemente en Ra's al-'ain (Resaina), y comenzaron a marchar contra Edesa para alejar a los cruzados de Harrán; tenían incluso la intención de retomar la ciudad mientras las fuerzas cristianas estaban ocupadas en el asedio de Harrán.

## Batalla
Según Ibn al-Qalanisi, Tancredo y Bohemundo llegaron a Edesa durante el cerco pero, según la Crónica de 1234 (Anonymi auctoris Chronicon ad annum Christi 1234 pertinens) de autores anónimos sirios de Edesa, se encontraban a las puertas de la ciudad de Harrán. Se hallasen en un lugar o en el otro, los latinos se alejaron de la ciudad para interceptar a las huestes musulmanas cuando supieron de su llegada inminente.
Los selyúcidas usaron su táctica preferida de simular huir para atraer a los cruzados a una emboscada. El cronista contemporáneo Mateo de Edesa describió una persecución de dos días, Rodolfo de Caén, de tres. Ali ibn al-Athir afirma que el enfrentamiento principal se libró a doce kilómetros de Harrán. La mayoría de los historiadores acepta los relatos de Alberto de Aquisgrán y Fulquerio de Chartres, que localizaron la batalla en la llanura frente a la ciudad de Al Raqa, que quedaba a cerca de dos días de marcha de Harrán.
Balduino y Joscelino mandaban el ala izquierda, de Edesa, Bohemundo y Tancredo,  la derecha, de Antioquía (según Rodolfo de Caén, Tancredo acaudillaba las fuerzas del centro). Alberto de Aquisgrán, Ali ibn al-Athir y Rodolfo de Caén describieron la estrategia cruzada como una vasta maniobra de cerco del ejército enemigo, con las fuerzas de Edesa encargadas de trabar combate con los turcos mientras que las de Antioquía debían aguardar que comenzase la lucha para después flanquear y envolver a los musulmanes.
Durante la persecución en dirección al sur se disputaron algunas escaramuzas; el ejército de Edesa acabó por distanciarse de los aliados de Antioquía que le seguían y cayó en la celada tendida por diez mil turcos, que se abalanzaron sobre él y lo desbarataron completamente. Según Rodolfo, los cruzados fueron cogidos de tal modo desprevenidos cuando los selyúcidas detuvieron la retirada para atacarlos que primero Balduino y después Bohemundo tuvieron que batirse sin armadura.
Los normandos de Antioquía vencieron al destacamento enemigo enviado para atraerlos a la emboscada, pero cuando vieron que el ejército de Edesa se retiraba perseguido por los turcos, comprendieron que la batalla estaba perdida y aprovecharon la llegada de la noche para huir hacia Edesa.

## Consecuencias

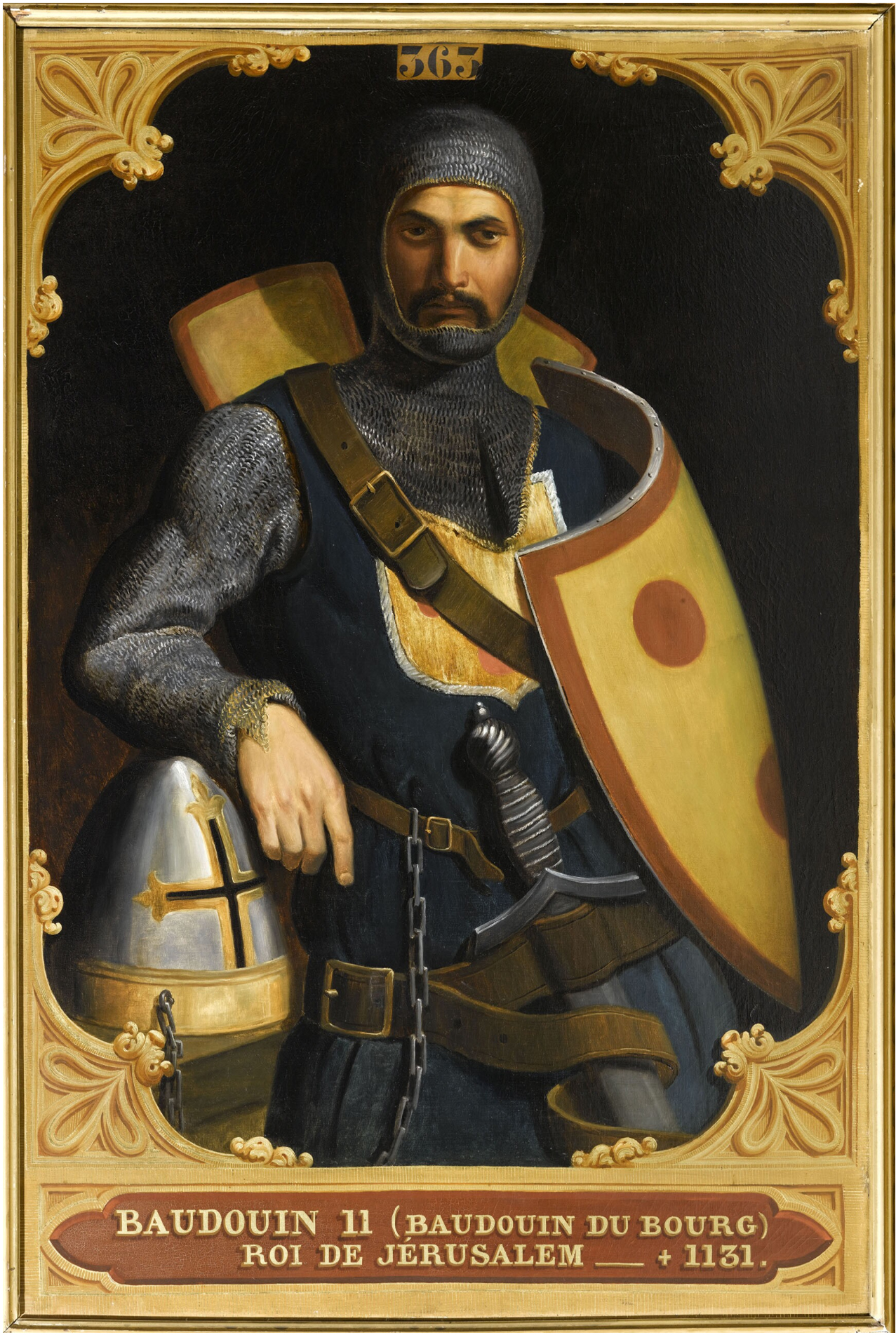
Balduino II de Edesa por François-Édouard Picot,.

Durante la batalla, Sokman apresó a Balduino y a Joscelino cuando sus caballos quedaron atascados al intentar atravesar el río Balij, situado entre el campo de batalla y Harrán. Los cruzados aislados que consiguieron atravesar este río fueron a menudo asesinados por la población local, que había recibido noticia de la victoria musulmana y había salido a darlos caza. Balduino acabó por cambiar de carcelero durante su cautiverio: fue raptado por Jikirmish para compensar el escaso botín que este había arrebatado a los latinos.
Esta fue la primera derrota grave de los cruzados y tuvo graves consecuencias para Antioquía: el Imperio bizantino la aprovechó para imponer su soberanía al principado y reconquistó Latakia y parte de Cilicia; varias ciudades dominadas por Antioquía se rebelaron y fueron ocupadas de nuevo por guarniciones musulmanas venidas de Alepo, como Artah; algunos territorios armenios también se alzaron y pasaron a control bizantino o del Reino armenio de Cilicia. La batalla no solo acabó con la fama de invencibilidad de los cruzados y con parte del prestigio de que estos gozaban entre los cristianos de Levante, sino que puso fin a su expansión en el interior de Siria.
Sin embargo, los vencedores de esta batalla no lograron explotar su victoria. Tras dividirse los despojos, se separaron nuevamente enemistados. Jekermish cercó Edesa, defendida por Tancredo, que había regresado a tiempo de organizar las defensas de la ciudad. El asedio dio tiempo a Bohemundo para reunir otro ejército en Antioquía con el objetivo de obligar a Jikirmish a levantar el cerco que mantenía en Edesa. El cadí Fajr al-Mulk de Trípoli solicitó el socorro de Sokman para levantar el sitio al que Raimundo de Saint-Gilles lo sometía, pero este no pudo hacerlo, pues murió de camino, de angina de pecho en Baalbek en 1105.

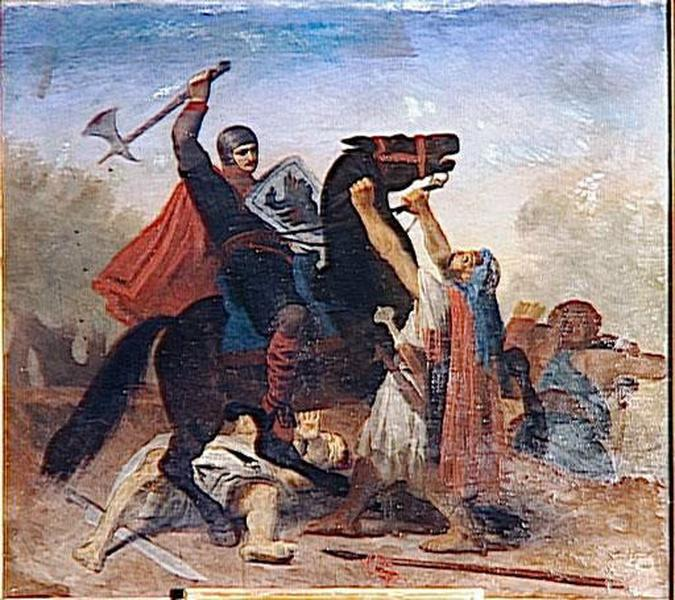
Tancredo de Galilea en combate, por Émile Signol,.

Guillermo de Tiro escribió que no hubo ninguna batalla más desastrosa. Tancredo asumió la regencia de Edessa y, con el objetivo de mantenerse como señor de este condado, estorbó el rescate de Balduino y Joscelino.
Bohemundo volvió a Europa para reclutar más ejércitos, dejando a Tancredo regente también de este Estado cruzado. A pesar de que Antioquía se recuperó de la derrota al año siguiente, el emperador bizantino Alejo I Comneno impuso el Tratado de Devol a Bohemundo, que hubiese hecho al principado vasallo imperial si Tancredo no se hubiera resistido a ello.
Balduino y Joscelino fueron liberados tardíamente, en 1108 y poco antes de este año, respectivamente. Tancredo aún rechazó devolver el dominio de Edesa a su legítimo conde, por lo que en octubre de ese año se produjo una batalla chocante con la intolerancia religiosa de la Primera Cruzada: Balduino aliado al emir Jawali de Mosul, se enfrentó a Tancredo, coligado con el sultán Ridwan de Alepo; en esta batalla perecieron cerca de dos mil latinos.
Los musulmanes vencieron nuevamente a Antioquía en la batalla del Campo de Sangre en 1119; el Condado de Edesa nunca se recuperó de la derrota, y solamente debido a los conflictos entre los diferentes señores musulmanes consiguió resistir hasta que fue conquistada por Zengi en 1144.